# Mariano José de Larra y Sánchez de Castro
Mariano José de Larra y Sánchez de Castro (Madrid, 24 de març de 1809 - 13 de febrer de 1837) fou un escriptor, periodista, articulista i crític mordaç que retratà amb ironia la societat de l'època. El seu profund pessimisme i un desengany amorós el duren a suïcidar-se amb tan sols 27 anys i a convertir-se en un dels grans autors del romanticisme espanyol.

## Infantesa
Mariano José de Larra (Fígaro, El Verdugo, el Ilusionista) neix a Madrid en 1809. Son pare, metge afrancesat (partidari dels francesos) durant la Guerra del Francès, ha d'exiliar-se a Bordeus quan aquests són vençuts el 1814. Quatre anys més tard (1818), amb l'amnistia política, la família torna a Espanya i el pare de Larra es convertix en el metge personal de Francesc de Paula, germà de Ferran VII.
Amb nou anys, i havent gairebé oblidat el castellà, ingressa en un col·legi dirigit pels escolapis, on du a terme els estudis elementals i secundaris, en els quals ja demostra les seves grans qualitats. Durant el trienni liberal la seva família s'ha de traslladar a Corella (Navarra). Daten d'aquesta època la traducció de la Ilíada del francès, la redacció d'una Gramàtica castellana i la composició d'una Geografia d'Espanya. El 1824 la família torna a Madrid, on continua els seus estudis al Col·legi Imperial dels Jesuïtes i després a la Universitat de Valladolid.
El 1827 aconsegueix una feina com a inspector del cos de Voluntaris Realistes, i comença a freqüentar els cercles literaris madrilenys, d'on neix el seu esperit rebel i crític contra la societat del moment. La seva primera obra, Oda a la exposición primera de las artes españolas, és d'aquesta època.

## Vida i obra literària

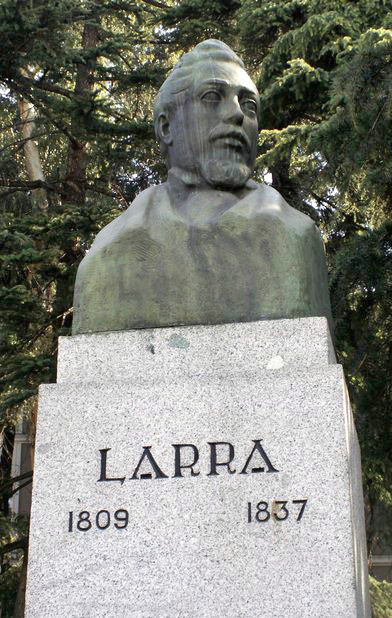
Bust de Larra a Madrid

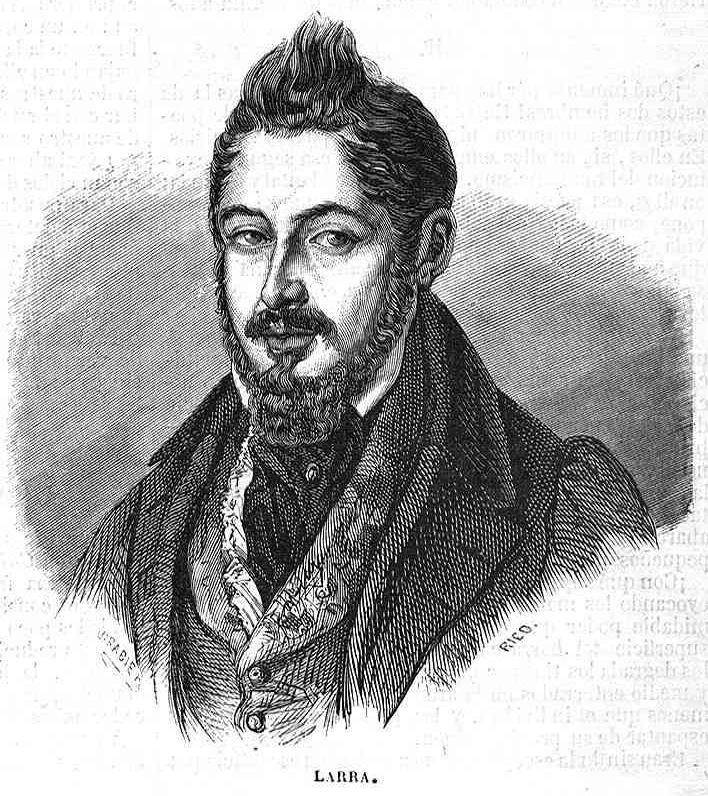
Mariano José de Larra

Mariano José de Larra mostra gran enginy i precocitat per a tot. Als 19 anys crea el seu primer periòdic, "El duende satírico del día". Aquesta primera aventura periodística és mensual i només es manté durant cinc números: el diari aviat és prohibit a causa de ser excessivament crític.
La seua ironia i sarcasme a l'hora d'interpretar la societat espanyola del moment, li van aportar fama i èxit. En canvi, la seua única novel·la, El doncel de Don Enrique el Doliente, escrita davall la pretensió d'emular als grans del moment com Walter Scott, no va aconseguir entusiasmar el públic. Tampoc ho va fer la seua obra de teatre Macías.
La seva vida sentimental va ser agitada i infeliç. Es va casar amb Pepita Wetoret amb qui va tindre tres fills, Luis Mariano, Adela i Baldomera. Els anys posteriors al casament són durs, car el seu matrimoni no funciona, i s'ha de guanyar la vida fent traduccions, versos, i amb l'ajuda de la seva família i amics. A l'octubre de 1829 publica un poema titulat A los terremotos de España, ocurridos en el presente año de 1829 i un sonet A un mal artista que se atrevió a hacer el busto de doña Mariquita Zavala de Ortiz después de su fallecimiento. De l'any següent són el sonet Con motivo de hallarse encinta nuestro muy amada doña María Cristina de Borbón.
A finals del 1830 neix el seu primer fill, Luis Mariano. També per aquestes dates Larra coneix Dolores Armijo, amb la qual mantindrà una intensa passió amorosa, i abandona la poesia per dedicar-se al teatre. La seva primera obra és No más mostrador, una adaptació de Les adieux au compoir, del francès Eugène Scribe. L'obra desperta elogis de la crítica i una bona acceptació del públic. Després d'aquesta ve La madrina (1831).

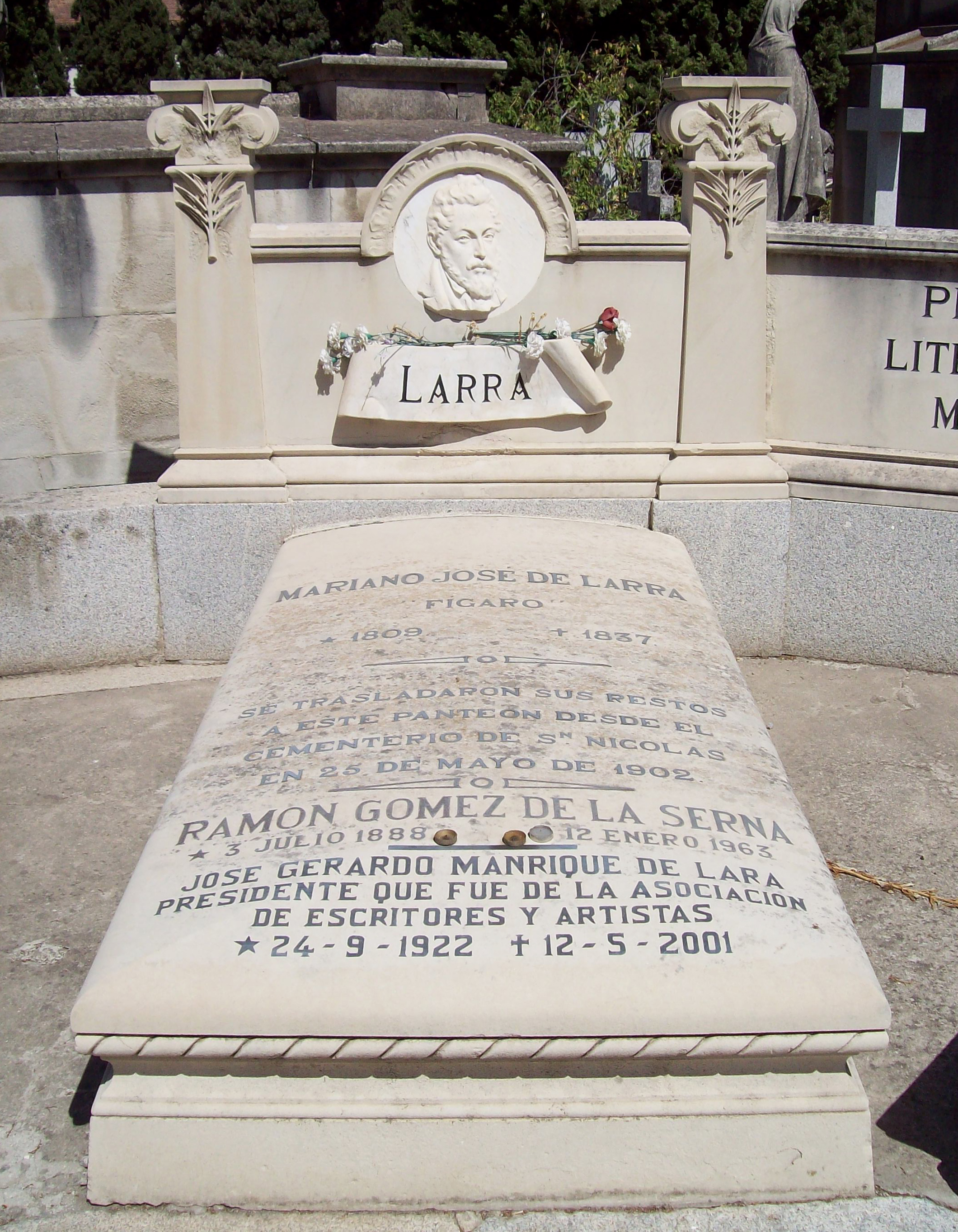
Tomba de Larra (Madrid)

El 1832 Larra torna al periodisme amb la publicació de Periodismo de Actualidad, del que se'n van editar quinze números, i en ella veuran la llum alguns dels seus articles més famosos, vertaderes crítiques cap als costums de la seua època. Després entra a col·laborar a la Revista Española, amb el sobrenom de Fígaro. Publica sobretot articles de crítica dramàtica i de costums.
Els quatre anys següents talla la seva relació amb la seva amant, té dues filles, i al final acaba separant-se també de la dona. Són els anys més productius de la seva vida literària, durant els que publica El Doncel de Don Enrique el Doliente, novel·la històrica bastant pessimista, i en teatre fa una altra adaptació d'Eugène Scribe: El rapto, que no va tenir èxit, Roberto Dillon o el católico de Irlanda (1832) una traducció de Casimir Delavigne, i per acabar les adaptacions de Scribe: Felipe (1834), El arte de conspirar i Partir del tiempo (1835). En algunes d'aquestes signa amb el malnom de Ramón Arriala, anagrama de Mariano Larra.
A finals del 1834 Larra comença a col·laborar en El Observador, diari de caràcter progressista. Publica els tres primers volums de la Colección de artículos dramáticos, literarios, políticos y de costumbres. Després d'aquestes publicacions, i dolgut pel trancament amb la seva esposa, i sentint-se impotent davant la conservadora política d'aquella època, se'n va a viatjar per diverses ciutats europees, com Lisboa, Londres o París.
A finals del 1835 torna a Madrid, on prova de reconciliar-se amb la seva dona. Larra recolzava el gabinet moderat de Francisco Javier de Istúriz, i es presenta per procurador de la província d'Àvila. Surt elegit, però el Pronunciament de La Granja fa que el seu projecte polític se'n vagi en orris. Després del trencament definitiu amb Dolores Armijo, i desenganyat pel clima polític i social del país, es va suïcidar d'un tret als 28 anys. Estrena la seva obra de teatre Macías.

## El seu llegat
Després de la seua mort la seua obra va quedar silenciada fins que la Generació del 98, enlluernada per la brillantor de l'autor, el va rescatar de l'oblit. La ironia i l'humor dels seus articles donen mostra de la seva genialitat: el seu profund pessimisme li servix per a retratar amb humor la hipocresia i corrupció de les institucions i la societat espanyoles.
El seu estil, la temàtica de la seva obra i la seua pròpia vida, el convertixen en un dels màxims exponents del romanticisme espanyol. Antològics són ja alguns dels seus articles com el de "El castellano viejo", "El casarse pronto y mal", "¿Entre qué gente estamos?" o el famós "Vuelva usted mañana".